# Hmeimat
Hmeimat (tiếng Ả Rập: حميمات) là một ngôi làng Syria nằm ở Muhambal Nahiyah ở huyện Ariha, Idlib. Theo Cục Thống kê Trung ương Syria (CBS), Hmeimat có dân số 583 trong cuộc điều tra dân số năm 2004.